# Corporazioni delle arti e mestieri

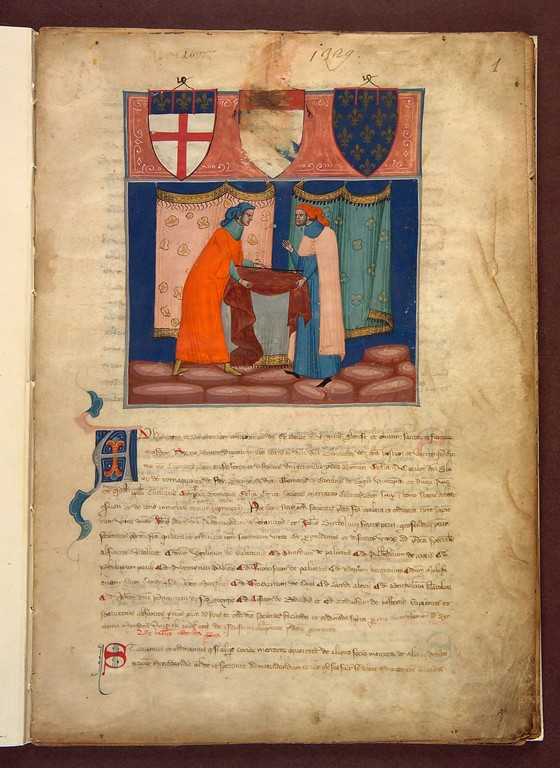
Statuto della Società dei Mercanti, 1329

Le corporazioni delle arti e mestieri, o gilde,  o semplicemente arti, erano delle associazioni formatesi a partire dal XII secolo in molte città europee, al fine di regolamentare e tutelare le attività degli appartenenti a una stessa categoria professionale.

## Nome
La parola "corporazione" venne in realtà coniata nel Settecento da chi ne propugnava l'abolizione. Quando esistevano, erano chiamate métiers ("corpi di mestiere") in Francia, guilds ("gilde") in Inghilterra, Zünfte in Germania, gremios in Castiglia, gremis in Catalogna e Valencia, grémios in Portogallo, συντεχνία in Grecia, e con altre denominazioni ancora.
In Italia esse ebbero nomi diversi da regione a regione: arti in Toscana, fraglie nell'entroterra veneto, scole a Venezia, paratici in diverse città della Lombardia, gremi in Sardegna, società d'arti a Bologna, collegi a Perugia. Spesso il nome ufficiale era in latino universitates o collegia.

## Storia

### Precedenti in età romana
Già in epoca romana sono attestate associazioni di quanti esercitassero uno stesso mestiere: nel I secolo queste partecipavano ancora attivamente alla vita politica cittadina (come mostrano i graffiti elettorali di Pompei), ma successivamente rappresentarono piuttosto un efficace strumento di controllo locale da parte del potere imperiale, in particolare a Ostia, porto di Roma ed essenziale tappa nel percorso di approvvigionamento della capitale.
Queste associazioni prendevano il nome di collegia (al singolare collegium). A differenza delle corporazioni medievali (sebbene il termine di "corporazioni" sia spesso utilizzato per designarle in italiano) erano costituite principalmente da imprenditori e avevano come compito principale quello di difendere gli interessi di questi presso le autorità.
Sotto l'imperatore Diocleziano vennero create e rese obbligatorie delle corporazioni ereditarie per operai e artigiani, che garantissero la stabilità sociale dopo le profonde trasformazioni determinate dalla crisi del III secolo. Queste associazioni erano dette collegia opificum.

### Età medievale
Testimonianze dell'esistenza di singoli corpi di mestiere in età alto-medievale si trovano con riferimento a città rimaste sotto il dominio bizantino: Roma, Napoli, Ravenna, Otranto.
La principale conferma dell'esistenza di corporazioni anche in territorio longobardo è data dalle Honorantiae civitatis Papiae. Si tratta di un testo scritto poco dopo il Mille, ma che riferisce una situazione precedente. Nella capitale longobarda erano attive delle corporazioni, dette ministeria, sotto il controllo della Camera Regia. Queste organizzazioni erano poche (mercanti, calzolai, barcaioli, pescatori, saponai) ed erano governate da "rettori".

### La nascita delle corporazioni

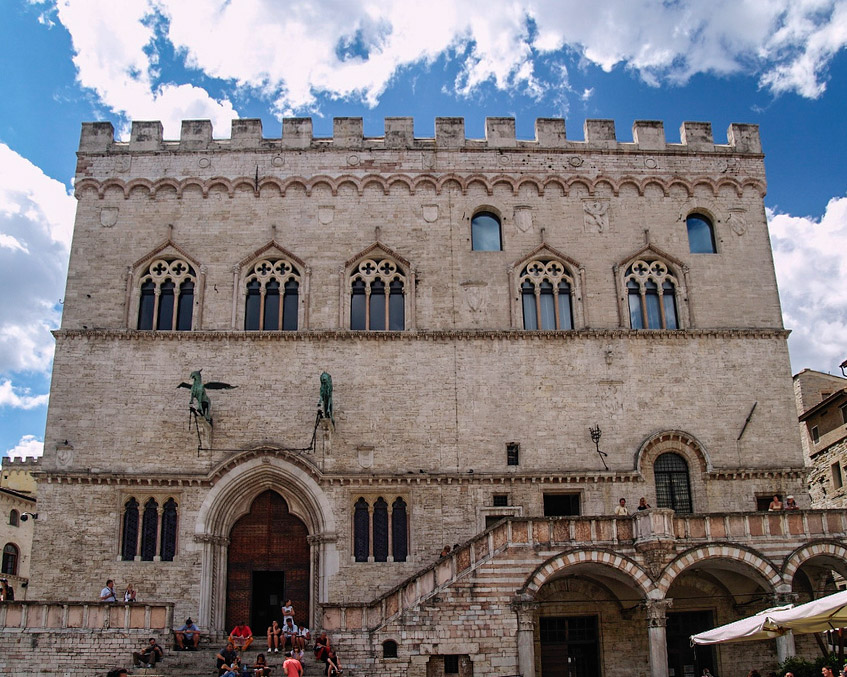
Il palazzo dei Priori a Perugia

In certi casi le corporazioni sembrano essersi formate come derivazione di preesistenti confraternite di carattere devozionale, mentre quelle create, per così dire, ex novo, si fondavano sul sodalizio dato dal giuramento che impegnava i loro membri all'assistenza reciproca e alla difesa degli interessi comuni.
Le prime corporazioni a costituirsi furono quelle dei mercanti: agli inizi del XII secolo la corporazione dei mercanti esisteva già a Pavia, Genova, Piacenza e Roma, la Camera dei Mercanti di Milano risale al 1159, l'Arte dei Mercatanti di Firenze esisteva già nel 1182, quella di Bologna nel 1194. Le corporazioni mercantili nel corso del Duecento riuscirono a inserirsi e ad assumere un ruolo guida nelle istituzioni cittadine, estendendo il loro controllo a funzioni di natura pubblica come quello sui pesi, le misure e la sorveglianza delle strade.
Lentamente nacquero anche le corporazioni degli altri mestieri, alcune per scissione da quella dei mercanti, altre in modo indipendente. In alcune città ancora verso la fine del Duecento la corporazione dei mercanti riuniva tutte le attività: a Milano, a Verona, a Parma, a Piacenza, a Cremona. Nelle città sotto controllo signorile la formazione di nuovi corpi di mestiere proseguì durante il Trecento, mentre dove le corporazioni conquistarono un ruolo politico e diventarono organi costituzionali, il loro numero venne bloccato.
Il reale peso politico raggiunto dalle corporazioni nei governi cittadini variò molto a seconda delle città e all'interno del medesimo contesto urbano; le associazioni artigianali infatti si costituirono in un secondo momento e furono relegate a un ruolo subalterno rispetto a quelle mercantili.

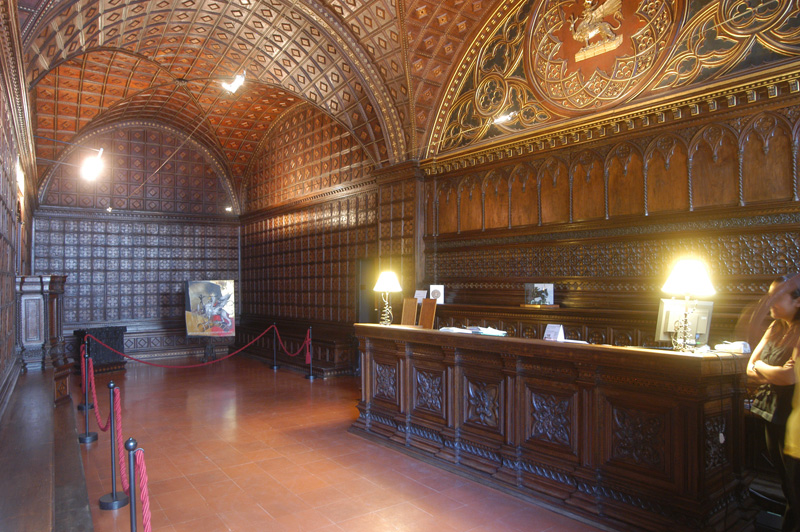
Sala dell'Udienza del collegio della mercanzia di Perugia

Così ad esempio, le Arti fiorentine vennero suddivise, rispettando il reddito possibile che i praticanti potevano ottenere, in Maggiori, Mediane e Minori tant'è vero che sia a Firenze sia a Bologna la loro avanzata sociale si concluse con la piena affermazione in ambito politico, a tal punto che le istituzioni governative ricalcarono le strutture corporative.
A Bologna il tumulto guidato da Giuseppe Toschi portò definitivamente alla rappresentanza delle ventuno "società d'arti" nel consiglio comunale nel 1228. Tuttavia, questo ruolo venne soppresso già nel 1274. Diversa fu la vicenda fiorentina: nella città toscana l'ingresso delle Arti Maggiori nella vita politica avvenne gradualmente nella seconda metà del Duecento. Il culmine del potere delle arti fiorentine si ebbe con gli Ordinamenti di Giustizia di Giano della Bella del 1293, che escludevano dal governo chi non fosse iscritto a un'arte e perciò costrinsero i magnati a iscriversi a un'arte. È noto che Dante era iscritto all'Arte degli Speziali. Questa egemonia fu conservata dalle corporazioni fino all'affermazione della signoria medicea nel Quattrocento.
Il raggiungimento di un simile traguardo venne, invece, impedito ai "paratici" milanesi dalle disposizioni della signoria dei Visconti e alle fraglie veneziane dall'oligarchia a capo della Repubblica. Addirittura a Ferrara le corporazioni vennero soppresse nel 1287.
In ogni caso, le corporazioni non ebbero mai la stessa importanza: solo alcune ebbero un effettivo ruolo politico. Le arti dei Mercanti, del Cambio e dei Notai furono preminenti quasi ovunque. Per quanto riguarda le attività produttive, in Toscana dominavano le arti della Lana e della Seta, mentre in Lombardia la situazione era più variegata. Le arti dei macellai (beccai, carnaioli) ebbero spesso, sia in Italia che in Europa un forte peso politico, per quanto la loro effettiva partecipazione al governo fu spesso controversa, portando spesso queste corporazioni alla guida di rivolte, congiure e azioni armate di vario tipo .

### Varietà nazionali e cittadine
Il regime corporativo non si diffuse in tutta Europa secondo le medesime modalità e nello stesso arco di tempo: nelle città più strettamente vincolate alle autorità imperiali le corporazioni si costituirono solo per iniziativa del potere signorile, sia laico sia ecclesiastico, come avvenne a Strasburgo, dove i capi delle corporazioni erano nominati da un delegato del vescovo; nelle Fiandre, nonostante la grande vivacità degli scambi commerciali, ancora alla fine del Duecento, alcune città non possedevano delle associazioni di questo tipo, mentre a Lione esse verranno istituite solo nel Cinquecento.
Neppure in Italia il processo di formazione delle corporazioni può dirsi univoco, e benché la nascita e lo sviluppo di queste associazioni sia prevalentemente spontaneo e legato alla fioritura dei Comuni, non mancano delle significative eccezioni, che si rilevano soprattutto nell'Italia meridionale dove i capi delle associazioni erano designati dal sovrano o da un suo rappresentante e non ebbero nessun tipo di riconoscimento giuridico fino alla metà del Trecento.
Anche il numero delle corporazioni variava molto da città a città. In alcune città non c'erano del tutto. Nei comuni italiani del Medioevo si aggiravano sulla ventina (a Firenze e Bologna 21, a Milano 23, a Padova addirittura 36). In qualche caso, però, erano molte di più, con una grande specializzazione dei compiti. Ad esempio a Parigi c'erano già cento métiers a metà del Duecento, come testimonia il Livre des métiers fatto redigere dal prévôt di Parigi Étienne Boileau, una cifra che alla fine del Trecento arriverà a 350. Nel Quattrocento Amburgo contava 100 corporazioni, Colonia 80, e Lubecca 70. Le gilde londinesi arrivarono a 77 nel 1746, mentre a Milano i corpi di mestiere arrivarono a 100 nel 1772.

### LaZunftrevolution
| Stemmi delle corporazioni tedesche |                |               |               |
| 1 Calzolai                         | 2 Pescatori    | 3 Macellai    | 4 Lanaiuoli   |
| 5 Tessitori                        | 6 Pittori      | 7 Mugnai      | 8 Muratori    |
| 9 Falegnami                        | 10 Conciatetti | 11 Sarti      | 12 Fornai     |
| 13 Sellai                          | 14 Fabbri      | 15 Pellicciai | 16 Conciatori |

In alcune città del Sacro Romano Impero, come in Italia, gli artigiani organizzati in corporazioni arrivarono a impadronirsi del potere in tutto o in parte: è quella che gli storici chiamano la Zunftrevolution. Perciò in queste città libere dell'Impero si affermò per un periodo il "governo delle arti", che garantiva alle corporazioni una posizione dominante nel Consiglio cittadino. Non si trattava peraltro ancora di una democrazia in senso moderno.
A Zurigo la costituzione corporativa (Zunftverfassung) si affermò nel 1336 e durò fino al 1798. Altre città svizzere a regime corporativo furono Basilea, Sciaffusa e San Gallo.
A Colonia e Aquisgrana le corporazioni agivano politicamente dentro organizzazioni più ampie dette Gaffeln. Nel 1396 le ventidue Gaffeln sottoscrissero la "Lettera di alleanza", che introdusse a Colonia un ordinamento costituzionale attraverso il quale le Gaffeln assunsero la gestione politica della città, togliendola alla consorteria delle famiglie patrizie, che a Colonia si chiamava Richerzeche. Nel 1450 gli abitanti di Aquisgrana fecero lo stesso e promulgarono la cosiddetta Aachener Gaffelbrief.
Anche a Magdeburgo si affermò un vero "governo delle arti".
Nelle Fiandre, a Gand, Bruges e Liegi, le gilde riuscirono a ottenere solo alcuni seggi nelle magistrature cittadine, accanto a quelli occupati dai vecchi patrizi.
Tuttavia, fra la fine del medioevo e l'inizio dell'Età moderna la maggioranza delle repubbliche corporative (Zunftrepubliken) scomparve sotto la spinta dei principi territoriali, e il potere politico delle corporazioni fu soppresso o ridotto alle materie commerciali. Entro il 1550 il potere delle corporazioni (Zunftherrschaft) fu cancellato in tutte le città dell'Impero per opera di Carlo V. In seguito, fino alla fine del Sacro Romano Impero le città sarebbero state governate dal patriziato cittadino.

### Le corporazioni nell'epoca delle Signorie e dell'Assolutismo

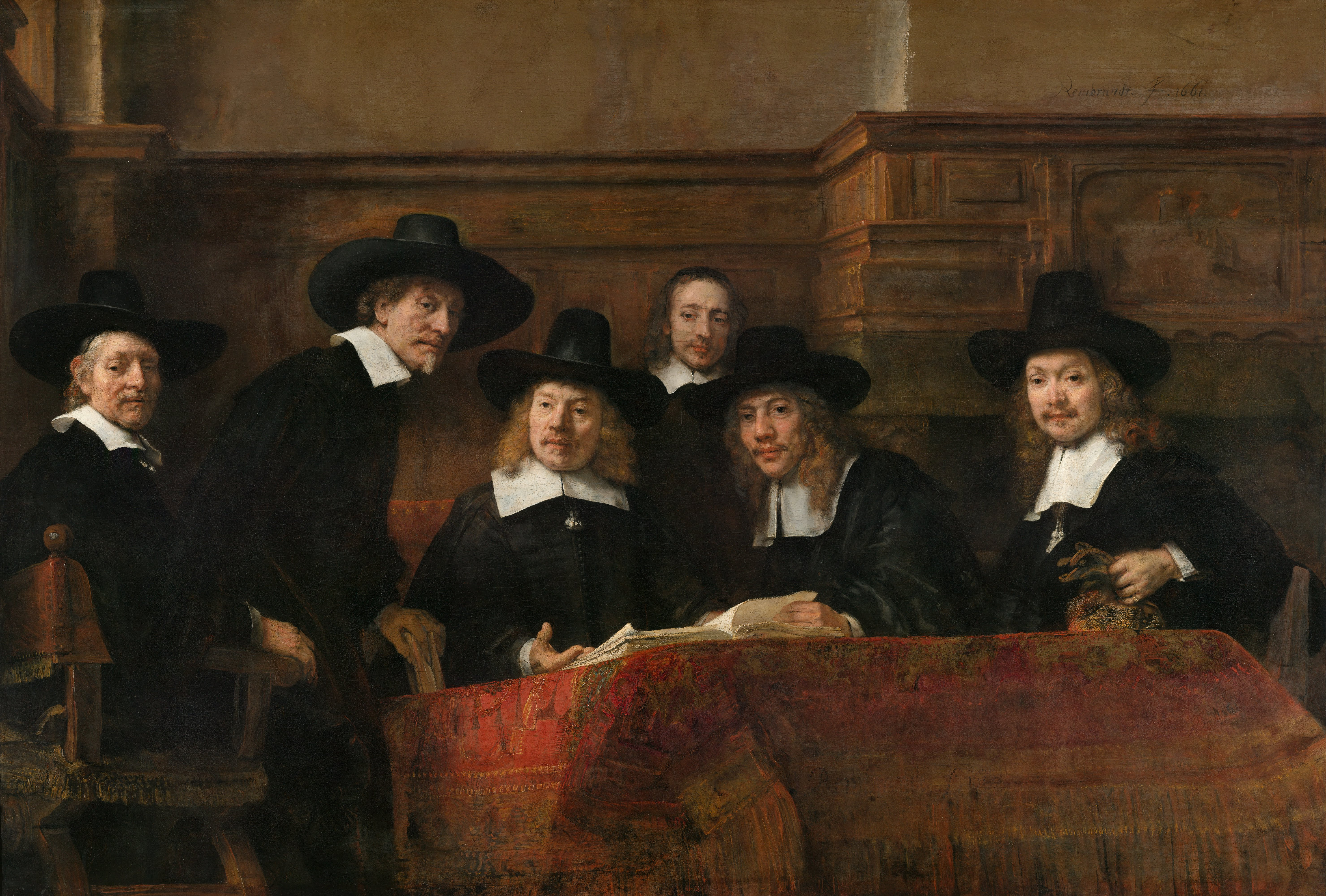
I sindaci della gilda dei drappieri di Rembrandt, 1662

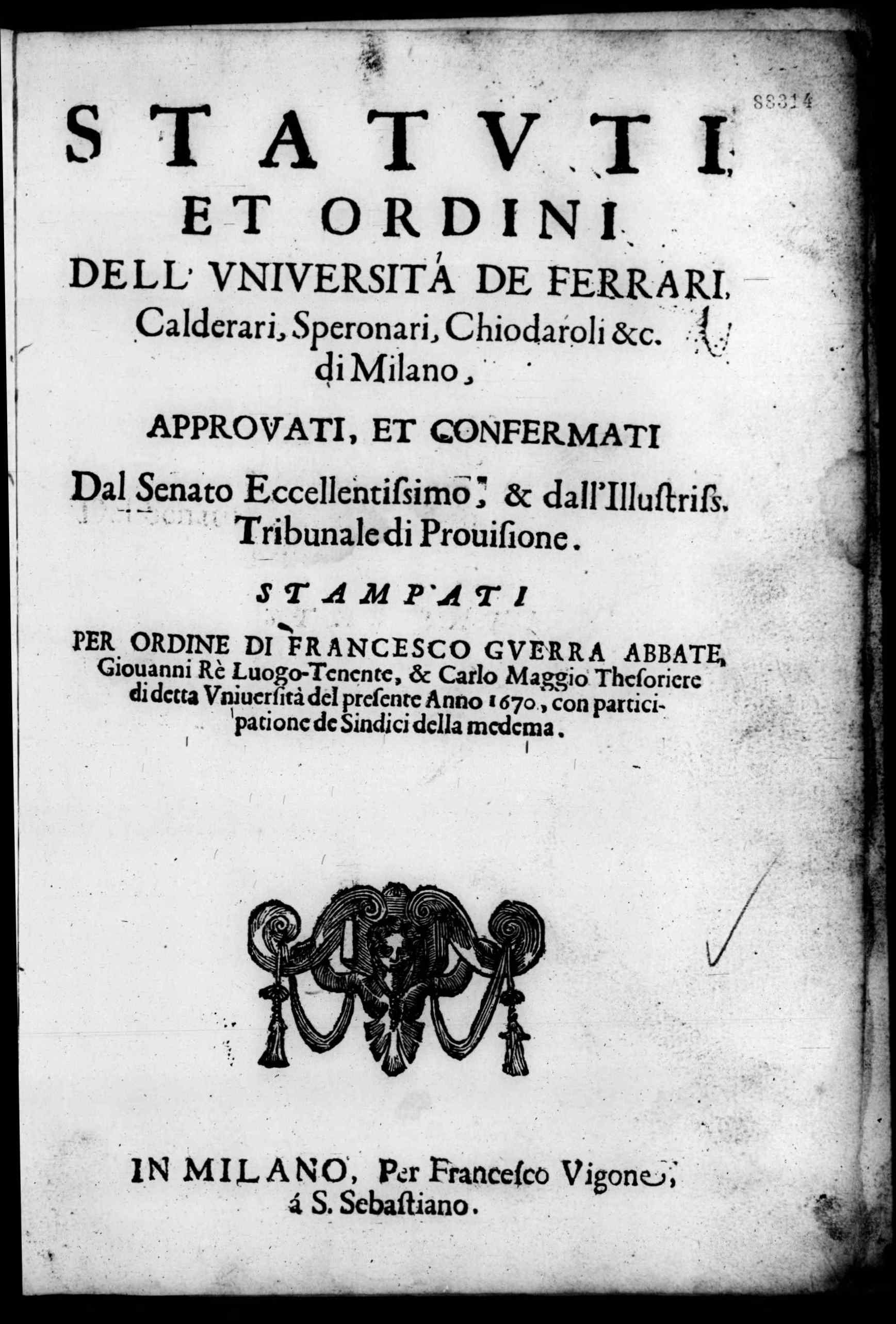
Francesco Guerra, Statuti ed ordini dell'università dei ferrari, calderari, speronari, chiodaroli ed altri uniti della città e ducato di Milano, 1670

Con l'avvento prima delle Signorie e poi dell'Assolutismo le corporazioni persero ogni ruolo politico, ma mantennero, e anzi rafforzarono, quello economico. Divennero strumento del dirigismo economico del nuovo potere in cambio del monopolio del loro mestiere.
All'interno delle corporazioni, il ruolo di maestro divenne quasi ereditario, mentre i lavoranti furono gradualmente lasciati al di fuori dei corpi di mestiere. Fra corporazioni, la tradizionale gerarchia fra arti maggiori e minori si tramutò in qualche caso in un rapporto di dipendenza fra singole corporazioni: così, ad esempio, i tintori e i tessitori vennero a dipendere dai mercanti di tessuti.
Questo complessivo irrigidimento dei rapporti economici e giuridici ebbe come effetto un generale immobilismo tecnologico e in qualche caso la fuga dei lavoranti verso centri minori, dove non vigeva il monopolio corporativo.
Nella seconda metà del Settecento, l'Illuminismo propugnò l'idea del libero mercato e conseguentemente i sovrani illuminati abolirono le corporazioni: il Granducato di Toscana nel 1770, il Ducato di Milano nel 1787. In Francia vennero soppresse dalla Rivoluzione nel 1791 con la legge Le Chapelier. A Londra le livery companies non furono abolite, ma furono ridotte a un ruolo soltanto cerimoniale.

## L'organizzazione delle corporazioni

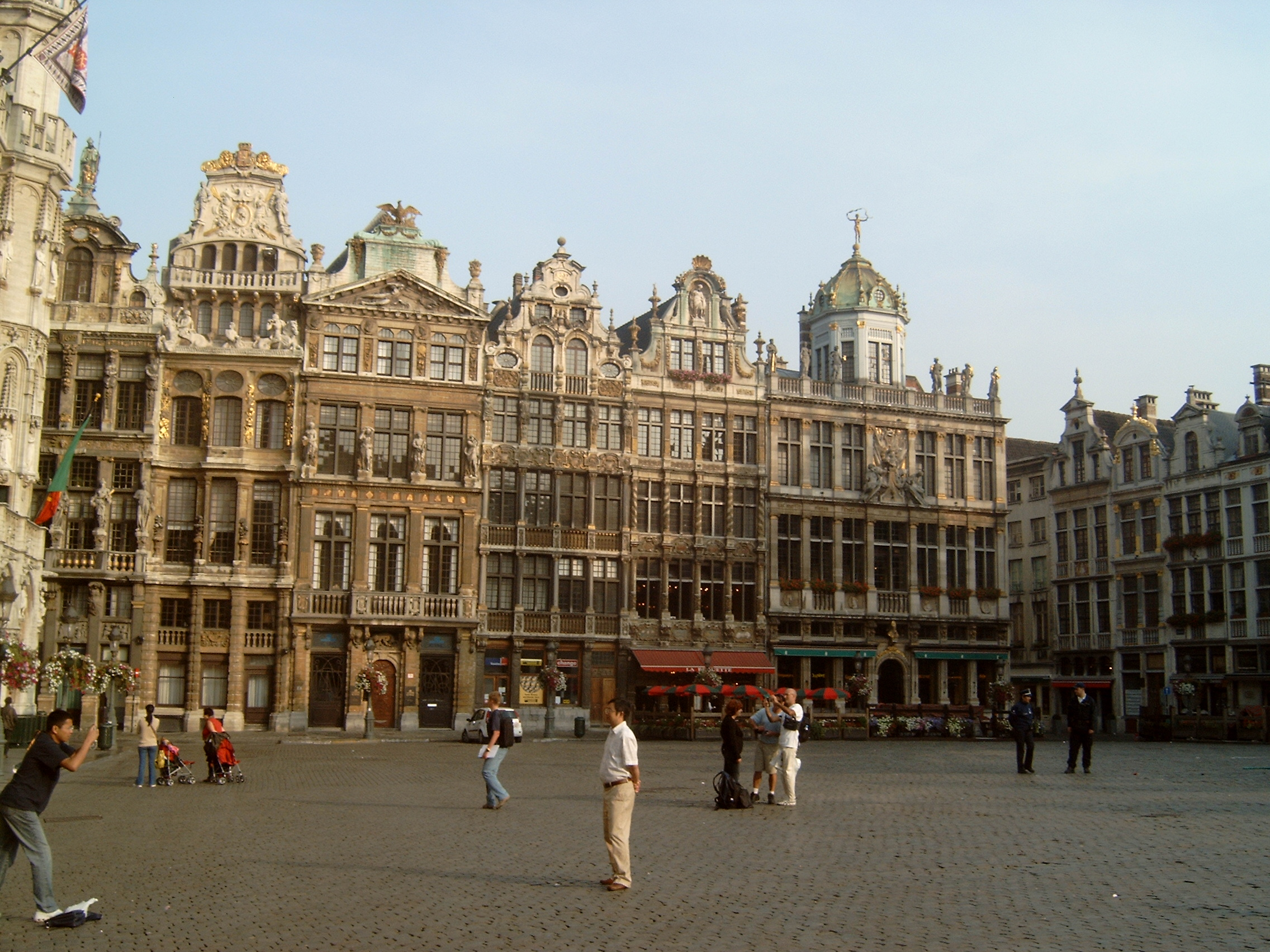
Le Case delle Corporazioni nella Grand Place di Bruxelles

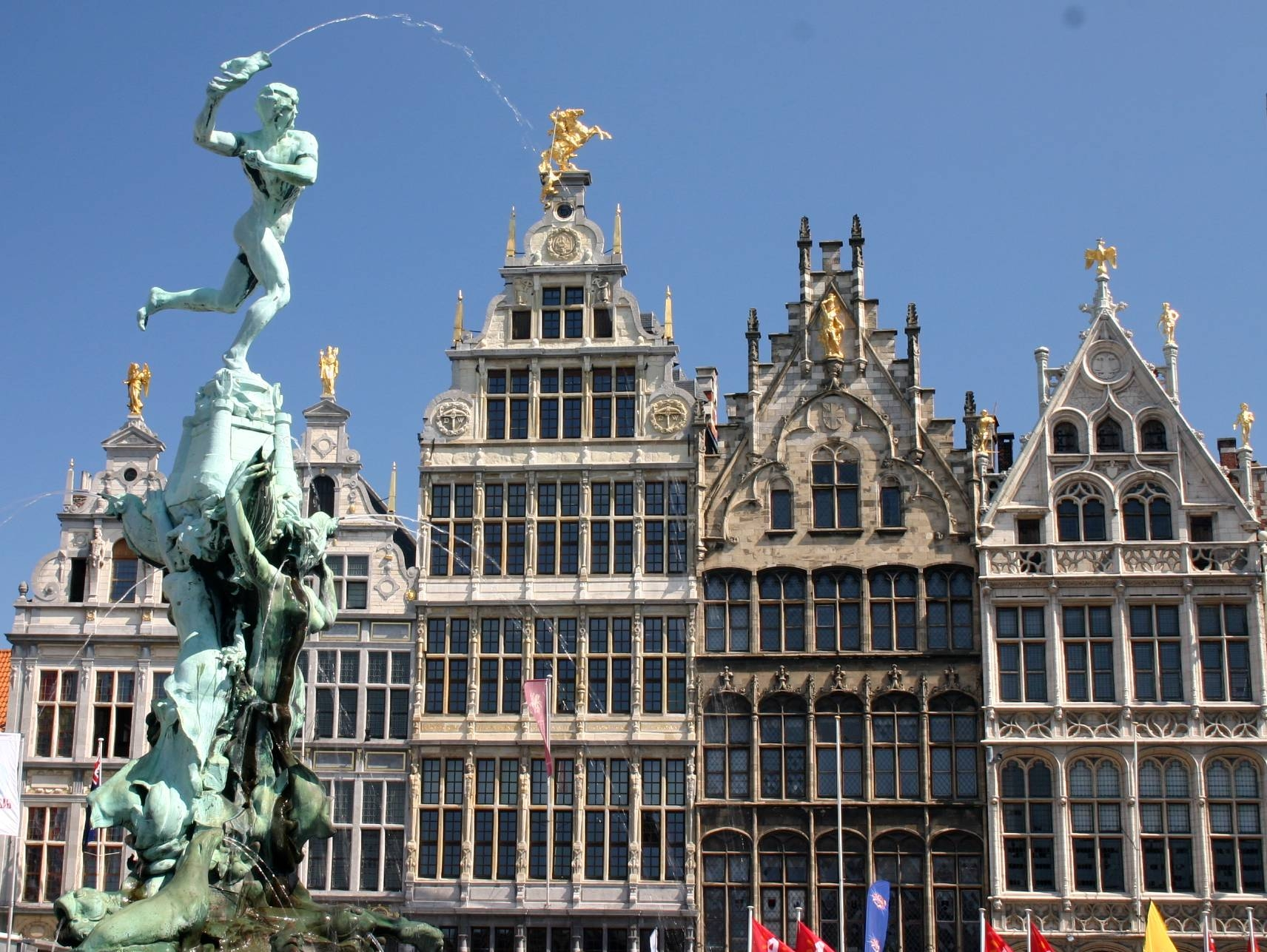
Le Case delle Corporazioni nel Grote Markt di Anversa

Indipendentemente dalle diversità e dal coinvolgimento politico più o meno profondo, il compito primario di ogni corporazione era la difesa del monopolio dell'esercizio del proprio mestiere e chi lo praticava pur non essendovi iscritto veniva considerato, dalla corporazione, un lavoratore che costituiva un potenziale pericolo verso gli iscritti. È quindi possibile individuare dei tratti comuni a tutte le corporazioni, riguardanti la loro linea di condotta e gli scopi perseguiti.
- La tutela della qualità dei manufatti, soprattutto per quanto riguarda le corporazioni dedite alle attività commerciali; i regolamenti interni imponevano un rigido controllo sull'uso delle materie prime, gli strumenti di lavoro, le tecniche di lavorazione e quello che oggi chiameremmo la lotta ai falsi, cioè quei prodotti che non rispettavano gli standard qualitativi previsti dalle associazioni;
- Il principio dell'uguaglianza tra i soci, che sebbene fosse rispettato solo formalmente, era volto a impedire azioni di concorrenza sleale tra i membri della corporazione; in realtà lo svolgimento delle attività era vincolato da un ordine gerarchico, che distingueva gli appartenenti in maestri, apprendisti e semplici lavoranti, creando una notevole disparità economica tra gli iscritti;
- La particolare attenzione rivolta verso la formazione delle nuove matricole, attraverso un periodo di apprendistato (l'attuale tirocinio) che aveva durata variabile da città a città; l'apprendista entrava poco più che bambino nella bottega del maestro che si impegnava a insegnargli tutti i segreti del mestiere;
- L'esercizio della giurisdizione sui suoi iscritti, per cui le corporazioni rivendicavano una competenza esclusiva nelle materie di loro competenza, come le cause tra i membri e le infrazioni commesse verso i regolamenti.

Ogni arte aveva un proprio statuto ed era strutturata secondo degli organismi di rappresentanza che tesero a diventare sempre più ristretti:
- Il Corporale: era l'assemblea plenaria degli iscritti che inizialmente si riuniva a scadenze ravvicinate ed eleggeva dei rappresentanti chiamati a seconda dei casi, consoli, priori, rettori, capitani, ecc.; i consoli restavano in carica solo per brevi periodi e avevano il compito di gestire tutte attività della corporazione, comprese le pubbliche relazioni con l'esterno;
- Il Consiglio: era un organo di consulta più ristretto con il compito di ratificare o respingere le decisioni dei consoli e si sostituì progressivamente al Corporale, convocato sempre meno frequentemente;
- L'Apparato burocratico: composto in genere da un notaio con funzioni di segretario e addetto al protocollo e un tesoriere.

## Nella cultura di massa

### Modi di dire
Il modo di dire andare per la maggiore significa "andare di moda, essere molto diffuso". L'espressione deriva dall'appartenenza alle Arti Maggiori nel Medioevo, con il conseguente significato di "essere quotati e rispettati".